# Fernando de Alencastre Noroña y Silva
Pour les articles homonymes, voir Norona.
Fernando de Alencastre Noroña y Silva (Madrid, 15 avril 1662 — México, 3 juin 1717) est le vice-roi de la Nouvelle-Espagne du 13 novembre 1710 au 16 juillet 1716.